# Anficratos de Atenas
Anficratos de Atenas (em grego:  Ἀμφικράτης) foi um retórico sofista (da escola asiática).

## Informação biográfica
Anficratos foi forçado a deixar Atenas (para sua própria segurança contra o ódio dos críticos posteriores, fontes adicionais o mostram em vez disso, apenas visitando seu destino) em 86 a.C, vivendo desde então em Selêucia do Tigre. Ao responder a um apelo à criação de uma escola de retórica em Selêucia, ele respondeu que não podia
| “ | pois um peixe não pode segurar um golfinho | ” |

Seu exílio na Grécia culminou na morte por fome, causada supostamente por sua própria abstinência.